# Джуранович, Урош
Урош Джуранович (черног. Урош Ђурановић / Uroš Đuranović; 1 февраля 1994, Будва) — черногорский футболист, нападающий клуба «Арсенал» (Тула).

## Карьера

### Клубная
Воспитанник черногорского клуба «Могрен», в котором он начал свою карьеру. Форвард также поиграл в чемпионатах Чехии, Сербии, Польши, Венгрии и Мальты.
Зимой 2025 года Джуранович пополнил состав российского клуба первой лиги «Арсенал» (Тула), в которой чуть ранее перешёл его соотечественник Милош Брнович.

### В сборной
Урош Джуранович выступал за юниорскую и молодёжную сборную Черногории. За главную национальную команду страны дебютировал 24 марта 2022 года в товарищеском матче против Армении (0:1). Всего за неё провёл три матча.

## Достижения
- Чемпион Мальты (1): 2023/24.
- Обладатель Суперкубка Мальты (1): 2023.
- Победитель Второй лиги Черногории (1): 2014/15.